# رولز-رویس کانوی
رولز-رویس کانوی (به انگلیسی: Rolls-Royce Conway) یک موتور هواگرد ساختِ کارخانهٔ رولز-رویس لیمیتد در کشور بریتانیا است.